# Alto Commissario OSCE sulle Minoranze Nazionali
Istituito l'8 luglio 1992 dall'incontro al vertice di Helsinki della Conferenza sulla sicurezza e la cooperazione in Europa (CSCE), ora conosciuta come Organizzazione per la sicurezza e la cooperazione in Europa (OSCE), l'Alto Commissario per le minoranze nazionali (ACMN) ha il compito di identificare e cercare una rapida risoluzione alle tensioni etniche che potrebbero mettere in pericolo la pace, la stabilità o le relazioni amichevoli tra e all'interno degli Stati partecipanti dell'OSCE. L'ACMN si concentra sull'area dell'OSCE e allerta l'Organizzazione qualora una situazione abbia il potenziale per sfociare in un conflitto. L'Organizzazione è composta da 57 Stati partecipanti in Nord America, Europa e Asia. L'istituzione dell'ACMN è generalmente considerata una “storia di successo” e un utile strumento di prevenzione dei conflitti.

## Funzione
Il ruolo principale dell'ACMN è identificare e affrontare le tensioni che coinvolgono le minoranze nazionali e che potrebbero sfociare in un conflitto. Ciò comporta un "preallarme" di un potenziale conflitto seguito da "un'azione tempestiva" per sciogliere le tensioni. Il mandato autorizza l'ACMN a valutare “il ruolo delle parti direttamente interessate, la natura delle tensioni e dei recenti sviluppi in esse e, ove possibile, le potenziali conseguenze per la pace e la stabilità nell'area dell'OSCE”. Il suo ruolo più importante non è necessariamente quello di risolvere completamente tutti i potenziali conflitti, ma piuttosto di gestirli in modo che la tensione tra i gruppi non aumenti ma diminuisca. Ciò comporta la mediazione e l'introduzione di soluzioni sostenibili.
In definitiva, il ruolo dell'Alto Commissario è di diplomazia preventiva. Deve fornire avvertimenti sulle tensioni a rischio e azioni tempestive per prevenire qualsiasi ulteriore escalation. Le tensioni tra i diversi gruppi sociali possono sorgere su una varietà di elementi, come l'etnia, la religione o la lingua. L'ACMN lavora per superare queste tensioni e per favorire la coesione sociale, prima che tali tensioni si trasformino in conflitti. Il primo Alto Commissario, Max van der Stoel, ha osservato che l'ACMN dovrebbe mirare a prevenire l'insorgere di controversie in conflitti armati, ma dovrebbe anche comprendere che in alcuni casi la situazione può andare oltre l'ambito della diplomazia preventiva. Laddove i conflitti possono essere risolti solo a lungo termine, occorre adottare un approccio più globale. Ciò potrebbe comportare l'invio da parte dell'Alto Commissario di un avviso di preallarme al Consiglio permanente, insieme a una richiesta all'OSCE di conferirle un mandato "ad hoc" per la prevenzione tardiva del conflitto. Un avviso di preallarme ai sensi del paragrafo 15 del mandato è stato emesso solo una volta in precedenza, a proposito della crisi del Kosovo del 1999.
Al fine di promuovere la coesione sociale, l'ACMN deve fornire consulenza e intraprendere azioni che siano specifiche al contesto. Dovrebbe essere effettuata una ricerca significativa sulla società specifica e sui gruppi etnici coinvolti al fine di rispondere efficacemente alla situazione. Van der Stoel si è sempre preparato ampiamente per qualsiasi coinvolgimento statale, spesso organizzando un seminario di uno o due giorni con esperti di spicco in diverse aree rilevanti. L'importanza di questo approccio è nata a causa dei fallimenti della comunità internazionale durante le guerre jugoslave, dove la mancanza di comprensione della situazione etnica da parte dei mediatori internazionali ha spesso portato a un peggioramento della situazione.
Il lavoro svolto dagli Alti Commissari sin dall'inizio del ruolo è generalmente considerato come positivo. Il ruolo richiede competenza, strumenti ed esperienza nel monitorare situazioni di potenziale tensione, nonché nel riconoscere segnali di escalation. Tali conoscenze e abilità sono preziose per quanto riguarda la prevenzione dei conflitti che coinvolgono le minoranze, perché queste situazioni sono spesso molto precarie e complesse. Nessuna tensione interetnica è uguale e ciascuna coinvolgerà fattori e influenze storiche e culturali differenti. Vi è quindi una chiara necessità di un ufficio dedicato specializzato e focalizzato sulle questioni relative alle minoranze.

### Metodi utilizzati nella prevenzione dei conflitti
L'ACMN impiega diverse tecniche per raggiungere il suo scopo di prevenzione dei conflitti. L'Alto Commissario lavora a stretto contatto con il particolare Stato coinvolto e con i leader delle parti interessate. Sebbene l'ACMN in ultima analisi non possa imporre alcuna azione obbligatoria, esistono molti modi in cui l'ACMN può portare il suo contributo.
L'Alto Commissario contribuisce a prevenire un'escalation del conflitto introducendo uno standard minimo di diritti delle minoranze, che dovrebbe essere sostenuto dallo stato e da altri attori della maggioranza. Può anche assistere nell'attuazione di questi standard per aiutarli a diventare la norma in quello Stato. Esistono sette serie di raccomandazioni tematiche che possono fornire una piattaforma per migliori relazioni interetniche e contribuire a ridurre la tensione. Queste includono raccomandazioni su istruzione, diritti linguistici, partecipazione, stati di parentela, polizia nelle società multietniche, lingue minoritarie nei media radiotelevisivi, integrazione e prevenzione dei conflitti. L'ACMN raccomanda spesso che gli Stati adottino misure per proteggere le lingue minoritarie, poiché questa è una delle principali cause di tensione interetnica. Tuttavia, l'OSCE e l'ACMN promuovono anche una politica di integrazione, che si sforza di trovare un equilibrio tra la protezione della cultura minoritaria e lo sviluppo di un'identità comune dominante. Ciò comporta politiche di integrazione come l'incoraggiamento all'apprendimento della lingua di stato. L'Alto Commissario promuove anche l'educazione delle lingue minoritarie nazionali e delle pratiche religiose come mezzo per prevenire i conflitti. Questo è un modo per promuovere l'apprezzamento della diversità tra le comunità e anche per dissolvere gli stereotipi su determinati gruppi etnici.
L'ACMN si concentra anche sul miglioramento della comunicazione tra le parti coinvolte, compresi i leader dello Stato e i leader dei gruppi nazionali avversari. Ciò comporta l'assistenza ai processi di negoziazione e l'assicurazione della partecipazione di tutte le parti interessate. Durante la creazione del ruolo, è stato riconosciuto che la causa più frequente di relazioni interetniche ostili era una comunicazione insufficiente o distorta. L'ACMN svolge un ruolo importante nella creazione di linee di comunicazione efficaci prima che inizino a svilupparsi relazioni ostili.
Al fine di sviluppare una società pacifica, l'Alto Commissario si adopera per garantire che tutti i gruppi minoritari siano sufficientemente coinvolti nella vita pubblica e siano equamente rappresentati a livello nazionale, regionale e locale. Assicurando che i gruppi di minoranza siano coinvolti nei processi decisionali e che godano di un certo livello di influenza, gli stati possono impedire che questi gruppi vengano emarginati. La partecipazione attiva ed effettiva fornisce anche rimedi per i gruppi che ritengono che i propri diritti vengano violati e, così facendo, può impedire a tali gruppi di cercare rimedi in modo più violento.
Tutti i governi possano esercitare un diritto di rifiuto alla partecipazione dell'Alto Commissario e possono impedirgli di entrare nel Paese. In tale circostanza, l'ACMN informa l'OSCE.

## Commissari
- Max van der Stoel (Paesi Bassi) — 1993–2001
- Rolf Ekéus (Svezia) — 2001–2007
- Knut Vollebæk (Norvegia) — 2007–2013
- Astrid Thors (Finlandia) — 2013—2016
- Lamberto Zannier (Italia) — 2017-2020
- Kairat Abdrakhmanov (Kazakistan) — dal 2020